# Omega Hydrae
Omega Hydrae (ω Hya / 18 Hydrae / HD 77996 / HR 3613) es una estrella que se localiza al norte de la constelación de Hidra.
Tiene magnitud aparente +5,00 y se encuentra, de acuerdo a la nueva reducción de datos de paralaje del satélite Hipparcos, a 895 años luz del sistema solar.
Omega Hydrae es una supergigante naranja de tipo espectral K2I con una temperatura efectiva de 4250 K.
Muy luminosa, radia 1074 veces más energía que el Sol, siendo brillante en la región infrarroja del espectro.
La medida de su diámetro angular en banda K, una vez corregida debido al oscurecimiento de limbo, es de 1,85 ± 0,02 milisegundos de arco. Ello permite estimar su tamaño real, siendo este 55 veces más grande que el del Sol.
Su velocidad de rotación es igual o superior a 2,3 km/s, por lo que es considerada una supergigante de rotación lenta.
De acuerdo a los distintos modelos de estructura y evolución estelar, la masa de Omega Hydrae estaría comprendida entre 3,8 y 5,0 masas solares.
Tiene una metalicidad igual a la solar ([Fe/H] = 0,0) y muestra una abundancia relativa de litio elevada (A(Li) = 1,5).